# Балінт Корпаші
Балінт Корпаші (угор. Korpási Bálint; нар. 30 березня 1987, Естергом) — угорський борець греко-римського стилю, чемпіон, срібний та дворазовий бронзовий призер чемпіонатів світу, чемпіон та дворазовий бронзовий призер чемпіонатів Європи, срібний призер Європейських ігор.

## Біографія
Боротьбою почав займатися з 1997 року. Виступає за спортивний клуб «Budapest Vasutas SC», Будапешт.

## Спортивні результати на міжнародних змаганнях

### Виступи на Чемпіонатах світу
| Змагання                        | Збірна   | Вагова категорія                 | Місце  |
| ------------------------------- | -------- | -------------------------------- | ------ |
| Чемпіонат світу з боротьби 2013 | Угорщина | греко-римська боротьба, до 74 кг | 26     |
| Чемпіонат світу з боротьби 2014 | Угорщина | греко-римська боротьба, до 71 кг | 10     |
| Чемпіонат світу з боротьби 2015 | Угорщина | греко-римська боротьба, до 71 кг | 30     |
| Чемпіонат світу з боротьби 2016 | Угорщина | греко-римська боротьба, до 71 кг | Золото |
| Чемпіонат світу з боротьби 2017 | Угорщина | греко-римська боротьба, до 71 кг | Бронза |
| Чемпіонат світу з боротьби 2018 | Угорщина | греко-римська боротьба, до 72 кг | Срібло |
| Чемпіонат світу з боротьби 2019 | Угорщина | греко-римська боротьба, до 72 кг | Бронза |

### Виступи на Чемпіонатах Європи
| Змагання                         | Збірна   | Вагова категорія                 | Місце  |
| -------------------------------- | -------- | -------------------------------- | ------ |
| Чемпіонат Європи з боротьби 2008 | Угорщина | греко-римська боротьба, до 60 кг | 20     |
| Чемпіонат Європи з боротьби 2012 | Угорщина | греко-римська боротьба, до 66 кг | 17     |
| Чемпіонат Європи з боротьби 2013 | Угорщина | греко-римська боротьба, до 74 кг | 20     |
| Чемпіонат Європи з боротьби 2016 | Угорщина | греко-римська боротьба, до 71 кг | Бронза |
| Чемпіонат Європи з боротьби 2017 | Угорщина | греко-римська боротьба, до 71 кг | Золото |
| Чемпіонат Європи з боротьби 2018 | Угорщина | греко-римська боротьба, до 72 кг | Бронза |

### Виступи на Європейських іграх
| Змагання              | Збірна   | Вагова категорія                 | Місце  |
| --------------------- | -------- | -------------------------------- | ------ |
| Європейські ігри 2015 | Угорщина | греко-римська боротьба, до 71 кг | Срібло |

### Виступи на Кубках світу
| Змагання                    | Збірна   | Вагова категорія                 | Місце |
| --------------------------- | -------- | -------------------------------- | ----- |
| Кубок світу з боротьби 2008 | Угорщина | греко-римська боротьба, до 60 кг | 5     |
| Кубок світу з боротьби 2009 | Угорщина | греко-римська боротьба, до 66 кг | 6     |
| Кубок світу з боротьби 2010 | Угорщина | греко-римська боротьба, до 66 кг | 4     |
| Кубок світу з боротьби 2012 | Угорщина | греко-римська боротьба, до 66 кг | 5     |
| Кубок світу з боротьби 2013 | Угорщина | греко-римська боротьба, до 74 кг | 10    |
| Кубок світу з боротьби 2014 | Угорщина | греко-римська боротьба, до 71 кг | 4     |
| Кубок світу з боротьби 2015 | Угорщина | греко-римська боротьба, до 71 кг | 5     |

### Виступи на інших змаганнях
| Змагання                                                        | Збірна   | Вагова категорія                 | Місце  |
| --------------------------------------------------------------- | -------- | -------------------------------- | ------ |
| Олімпійський кваліфікаційний турнір з боротьби 2008 (Новий Сад) | Угорщина | греко-римська боротьба, до 60 кг | 23     |
| Чемпіонат світу з боротьби серед студентів 2008                 | Угорщина | греко-римська боротьба, до 66 кг | 5      |
| Гран-прі Німеччини з боротьби 2010                              | Угорщина | греко-римська боротьба, до 66 кг | 7      |
| Чемпіонат світу з боротьби серед студентів 2010                 | Угорщина | греко-римська боротьба, до 66 кг | Срібло |
| Золотий Гран-прі з боротьби 2011 (Сомбатгей)                    | Угорщина | греко-римська боротьба, до 66 кг | Бронза |
| Турнір міста Сассарі 2011                                       | Угорщина | греко-римська боротьба, до 66 кг | Бронза |
| Золотий Гран-прі з боротьби 2011 (Баку)                         | Угорщина | греко-римська боротьба, до 66 кг | 15     |
| Меморіал Іона Корнеану 2011                                     | Угорщина | греко-римська боротьба, до 66 кг | Золото |
| Золотий Гран-прі з боротьби 2012 (Сомбатгей)                    | Угорщина | греко-римська боротьба, до 66 кг | Бронза |
| Міжнародний турнір Любомира Івановича-Гедзи 2012                | Угорщина | греко-римська боротьба, до 66 кг | Золото |
| Золотий Гран-прі з боротьби 2012 (Баку)                         | Угорщина | греко-римська боротьба, до 66 кг | Золото |
| Золотий Гран-прі з боротьби 2013 (Сомбатгей)                    | Угорщина | греко-римська боротьба, до 74 кг | 7      |
| Кубок Якоба Курбі 2013                                          | Угорщина | греко-римська боротьба, до 74 кг | 5      |
| Кубок Владислава Пітласинські 2013                              | Угорщина | греко-римська боротьба, до 74 кг | 25     |
| Золотий Гран-прі з боротьби 2014 (Сомбатгей)                    | Угорщина | греко-римська боротьба, до 71 кг | 7      |
| Золотий Гран-прі з боротьби 2014 (Баку)                         | Угорщина | греко-римська боротьба, до 71 кг | 9      |
| Гран-прі FILA 2015                                              | Угорщина | греко-римська боротьба, до 71 кг | Золото |
| Кубок Владислава Пітласинські 2015                              | Угорщина | греко-римська боротьба, до 71 кг | Бронза |
| Золотий Гран-прі з боротьби 2015                                | Угорщина | греко-римська боротьба, до 71 кг | Бронза |
| Гран-прі Угорщини з боротьби 2016                               | Угорщина | греко-римська боротьба, до 71 кг | Золото |
| Тор Мастерс 2016                                                | Угорщина | греко-римська боротьба, до 71 кг | Золото |
| Гран-прі Іспанії з боротьби 2016                                | Угорщина | греко-римська боротьба, до 71 кг | Срібло |
| Золотий Гран-прі з боротьби 2016                                | Угорщина | греко-римська боротьба, до 71 кг | Срібло |
| Гран-прі Угорщини з боротьби 2017                               | Угорщина | греко-римська боротьба, до 71 кг | Золото |
| Турнір Дана Колова — Николи Петрова 2017                        | Угорщина | греко-римська боротьба, до 71 кг | Бронза |
| Турнір Г. Картозія і В. Балавадзе 2017                          | Угорщина | греко-римська боротьба, до 71 кг | 5      |
| Кубок Владислава Пітласинські 2017                              | Угорщина | греко-римська боротьба, до 71 кг | Срібло |
| Кубок Алроси 2017                                               | Угорщина | команда                          | Срібло |
| Гран-прі Угорщини з боротьби 2018                               | Угорщина | греко-римська боротьба, до 72 кг | Золото |
| Меморіал Олега Караваєва 2018                                   | Угорщина | греко-римська боротьба, до 72 кг | Бронза |
| Турнір міста Сассарі з боротьби 2019                            | Угорщина | греко-римська боротьба, до 72 кг | Срібло |
| Гран-прі Німеччини з боротьби 2019                              | Угорщина | греко-римська боротьба, до 72 кг | Золото |
| Кубок Гранми і Серро-Пеладо з боротьби 2020                     | Угорщина | греко-римська боротьба, до 72 кг | Золото |

### Виступи на змаганнях молодших вікових груп
| Змагання                                       | Збірна   | Вагова категорія                 | Місце  |
| ---------------------------------------------- | -------- | -------------------------------- | ------ |
| Чемпіонат Європи з боротьби серед кадетів 2003 | Угорщина | греко-римська боротьба, до 46 кг | 8      |
| Чемпіонат Європи з боротьби серед кадетів 2004 | Угорщина | греко-римська боротьба, до 50 кг | Срібло |
| Чемпіонат світу з боротьби серед юніорів 2005  | Угорщина | греко-римська боротьба, до 55 кг | 22     |
| Чемпіонат Європи з боротьби серед юніорів 2006 | Угорщина | греко-римська боротьба, до 60 кг | Срібло |
| Чемпіонат Європи з боротьби серед юніорів 2007 | Угорщина | греко-римська боротьба, до 66 кг | Бронза |
| Чемпіонат світу з боротьби серед юніорів 2007  | Угорщина | греко-римська боротьба, до 66 кг | 21     |